# キーウィ (人)

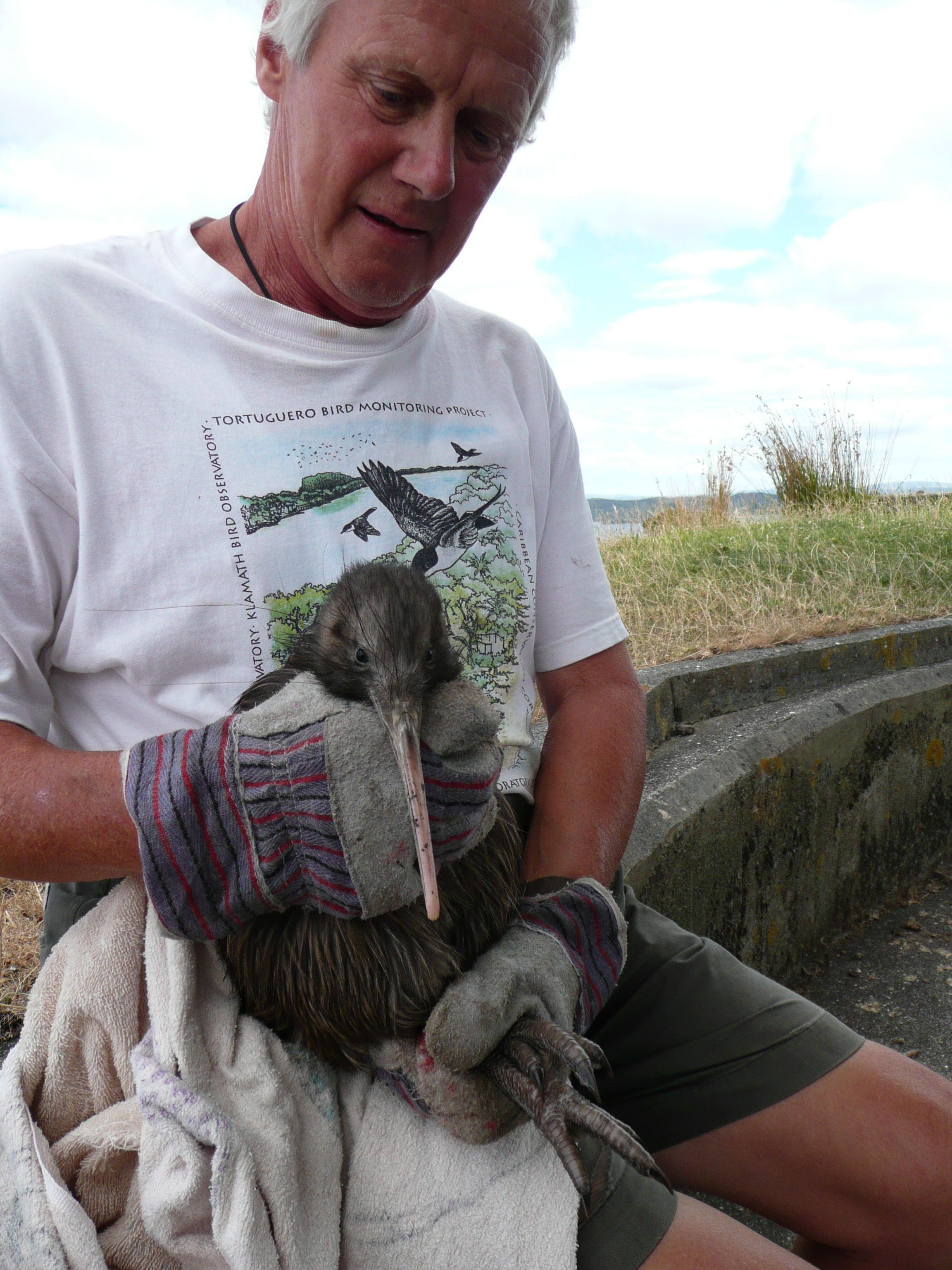
キーウィが鳥のキーウィを抱く様子

キーウィ (英語: Kiwi) は、ニュージーランドの人々の国際的なニックネームであり、またニュージーランド人自らの呼称としても使われている。特定の人々に対して使われるレッテルの多くとは異なり、侮辱的な意味で使われるものとは考えられておらず、一般的にはニュージーランド人の自尊心や親愛の情を示すシンボルとして使用される。この呼び名は、固有種で羽のない鳥であるキーウィに由来しており、この鳥はニュージーランドの国のシンボルとなっている。第一次世界大戦までは、キーウィは人ではなく国を表す言葉であったが、1917年までに、それまでのニュージーランド人を指す他の愛称にとってかわる形で「キーウィ」という言葉が使われるようになった。

## 歴史

### 国を表す「キーウィ」
先住民のマオリ族には、キーウィの羽毛で羽織りを作り、族長に献上する慣習があったため、キーウィは長い間特別な意義を持っていた。 キーウィがヨーロッパ人に初めて発見されたのは1811年で、当時キーウィの毛皮を手に入れた大英博物館の動物学者ジョージ・ショーは、キーウィをペンギンの一種だと認識したため、直立する動物として描写していた。ヨーロッパ人に初めて目撃されて以降、キーウィは珍しさから注目を浴びはじめ、1835年には宣教師のウィリアム・イェイツにより「ニュージーランドで最も珍しく、注目すべき鳥」と言及された。
1900年代初頭、漫画家たちがニュージーランドを表すものとして、キーウィを描き始めた。たとえば、1904年の『ニュージーランドフリーランス』の漫画に掲載された「勇敢なキーウィ」には、ラグビーゲームで英国チームに9対3で勝利した後、キーウィがモアに成長した姿が描かれている。その翌年には、新聞紙の『ウェストミンスター・ガゼット』にて、ニュージーランドとオーストラリアをそれぞれ象徴とするキーウィとカンガルーが、植民地会議に向かう様子の風刺画が描かれた。『ニュージーランド・ヘラルド』に勤めていたトレバー・ロイドも、ラグビーチームのオールブラックスを表すものとしてキーウィを描いていたが、彼はモアを使用することの方が多かった。また、当時キーウィの他にニュージーランドの象徴として用いられた中には、シルバー・ファーンや小さな男の子、ライオンの子などがある。第一次世界大戦までは、キーウィはニュージーランド人の象徴というより、国の象徴として使用されていた。

### ニュージーランド人を表す「キーウィ」

ニュージーランド空軍(RNZAF) の円形紋には、赤いキーウィのシルエットが描かれている

20世紀初頭、特にニュージーランドの兵士やオールブラックスの選手たちに対して国際的な呼称として用いられていたのは、国名の頭文字と関連した「エンゼダーズ」や、マオリ人と彼らの国に対する歴史的な貢献をほのめかす「マオリランダーズ」などであり、これらの呼び名は、1914-18年の第一次世界大戦終戦辺りまで使用されていた。ニュージーランドの兵士たちは「ディガーズ」や「ピッグ・アイランダーズ」と呼ばれることも多かったが、1917年までには「キーウィーズ」とも呼ばれていた。 

キーウィの絵は、1886年に南カンタベリ大隊が使用してから軍の記章として使われはじめ、いくつかの連隊も第一次世界大戦時に身につけていた。そこから、「キーウィーズ」はニュージーランドの連隊の兵士を意味するようになった。このニックネームは、ニュージーランド人が鳥のキーウィのように小さくずんぐりしているとか、夜行性だというような身体的な特性を示すものとして使われ始めたのではなく、単にキーウィという鳥がニュージーランド特有で、独特であるからという理由からであった。ニュージーランドの連帯の記章として目立つ使い方をされたため、ニュージーランド軍を連想しやすくなり、結果的にキーウィは戦場において一般的な呼び名となった。 

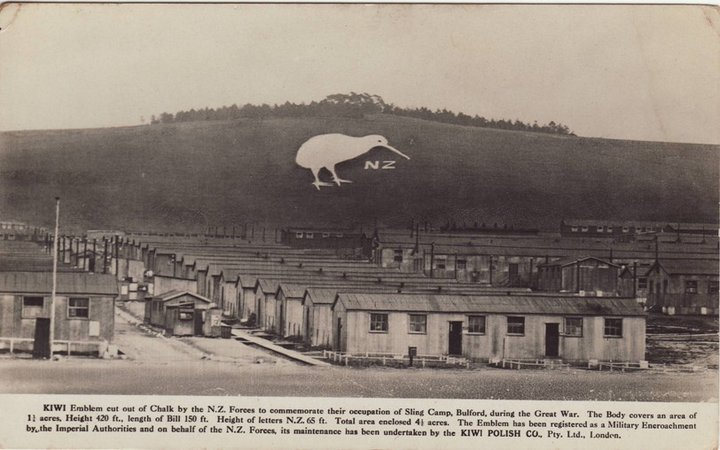
バルフォードのキーウィは1919年にウィルトシャーのソールズベリー平原にある、バルフォードの街に作られた。

1918年11月の第一次世界大戦終戦後、多くのニュージーランド兵らが国への輸送を待ち、数ヶ月から数年に渡りヨーロッパに滞在した。1919年初期には、イングランド・ウィルトシャーのソールズベリー平原に位置するバルフォードに建てたスリング・キャンプにて、ニュージーランド兵らが近くの丘にチョークでキーウィの絵を刻んだ。ニュージーランド兵の駐留は、「キーウィーズ」という呼び名をヨーロッパに広めることに繋がった。
キーウィという名のものでは、同名のオーストラリアの靴磨きクリームのブランドがイギリス帝国軍の間で最も広く知られていた。靴磨き製品の開発者であるウィリアム・ラムジーは、妻の出生地であるニュージーランドに敬意を表して「キーウィ」と名付けた。1906年からは、キーウィ・シューポリッシュはイギリスとアメリカ合衆国にて広く売られ始め、キーウィのシンボルはより広く知られるようになった。オーストラリアン・ナショナル・ディクショナリーは、とてもよく磨かれた靴を持っているオーストラリア軍の新兵を意味する「キーウィ・キッズ」や「キーウィーズ」の初出が、1917年であるとしている。
1939-45年の第二次世界大戦後、「キーウィ」の名は少しずつニュージーランド人全体を表すようになり、今日では、世界的にキーウィと呼ばれるようになると共に、ニュージーランド人自らもその愛称をよく名乗るようになった。

## 近年の「キーウィ」の使われ方
多くの場合、人を表す際の英語の綴りは「キーウィ（Kiwi）」と大文字から始められ、「キーウィーズ（Kiwis）」と複数形を取ることもある。鳥の名前として使用される時は、小文字のkから綴られるが、マオリ語由来であるため、複数を表す場合でも大抵は「kiwi」と綴られる。よって、「two Kiwis」は2人のニュージーランド人を表すが、「two kiwi」は２羽のキーウィ（鳥）のことを示す。この言語的な微妙な違いが良く例示されたものとして、ニュージーランド銀行のSave the Kiwi Trust（キーウィ救済）が掲げる「Kiwis for kiwi（キーウィを支援するニュージーランド人、の意）」というスローガンがある。
「キーウィ」は多くの場合、軽蔑的な言葉として認識されることはない。公的な文脈でも、キーウィ銀行、キーウィ・セイバーやキーウィ・レイルのように、政府系サービスや国営企業の名前に、「キーウィ」が使用されることがある。